# Isla Don Pedro (Florida)
Isla Don Pedro (en inglés: Don Pedro Island) es una isla en el suroeste de Florida, en el condado de Charlotte. Esta justo al norte de la isla de Little Gasparilla, separada de esta por una delgada franja de playa y manglar. Se encuentra al oeste del lugar señalado en el censo como la Rotonda Oeste, separada de esta por un estrecho canal. Limita con el Golfo de México hacia el oeste.
No hay acceso por carretera a la isla, sólo en barco. Hay muchas residencias privadas en la isla. Sólo hay un restaurante en Don Pedro, que está situado en el extremo norte de la isla.
Sus playas son bien conocidas por su abundancia de dientes de tiburón y conchas de mar.
El Parque estadal Isla Don Pedro (Don Pedro Island State Park) está situado en el lado norte de la isla.